# Târgu Cărbuneşti
Târgu Cărbunești' er en by i distriktet Gorj, Oltenien, Rumænien med et indbyggertal på 7.616 (2021). Den ligger i den sydøstlige del af distriktet og administrerer ti landsbyer: Blahnița de Jos, Cărbunești-Sat, Cojani, Crețești, Curteana, Floreșteni, Măceșu, Pojogeni, Rogojeni og Ștefănești.
Byen har  indbyggere.

## Beliggenhed
Târgu Cărbunești ligger i Karpaternes forbjerge i Sydkarpaterne, ved foden af Parâng-bjergene i den historiske region Lille Valakiet. Târgu Cărbunești ligger på begge sider af floden Gilort, en venstre biflod til Jiu, og ved Nationalvej DN67B, ca. 20 km øst for distriktshovedstaden Târgu Jiu.
- Târgu Cărbunești rådhus
- Floden Gilort i Târgu Cărbunești